# 夏普維爾 (伊利諾伊州)
夏普維爾（英語：Schapville）是位於美國伊利諾伊州喬戴維斯縣的一個非建制地區。該地的面積和人口皆未知。

## 地理
夏普維爾的座標為42°23′49″N 90°12′19″W / 42.39694°N 90.20528°W，而該地的平均海拔高度為258米（即846英尺）。